# Жевченко-Яновська Тамара Юріївна
Тама́ра Ю́ріївна Же́вченко-Яно́вська (1908—1958) — українська театральна акторка, відома за виступами в курбасівському театрі «Березіль». Дружина письменника Юрія Яновського.

## Життєпис
Народилась в Одесі в родині священника Юрія Володимировича Жевченка і актриси Ольги Георгіївни Горської.
Після розлучення батьків у 1916 році Тамара виховувалась в дитячому будинку. Згодом вивчилась на токаря, працювала на заводі «Більшовик», де брала участь у художній самодіяльності.
Амвросій Бучма, побачивши її виступи, запросив до колективу франківців. 1926—1928 — актриса в театрі ім. І. Франка в Києві.
Під час гастролей в Харкові гостювала у матері і вітчима Аркадія Любченка, у яких познайомилась з письменником Юрієм Яновським. 1928 року вони одружились і їхнє щасливе родинне життя тривало 26 років.
Працювала в театрі «Березіль» в Харкові. Лесь Курбас готував її на важку і відповідальну роль Маклени Ґраси в однойменній п'єсі Миколи Куліша, де вона була дублером Наталії Ужвій. Також грала Улю — в «Мині Мазайлі».
В «Березолі» працювала до 1934 року.

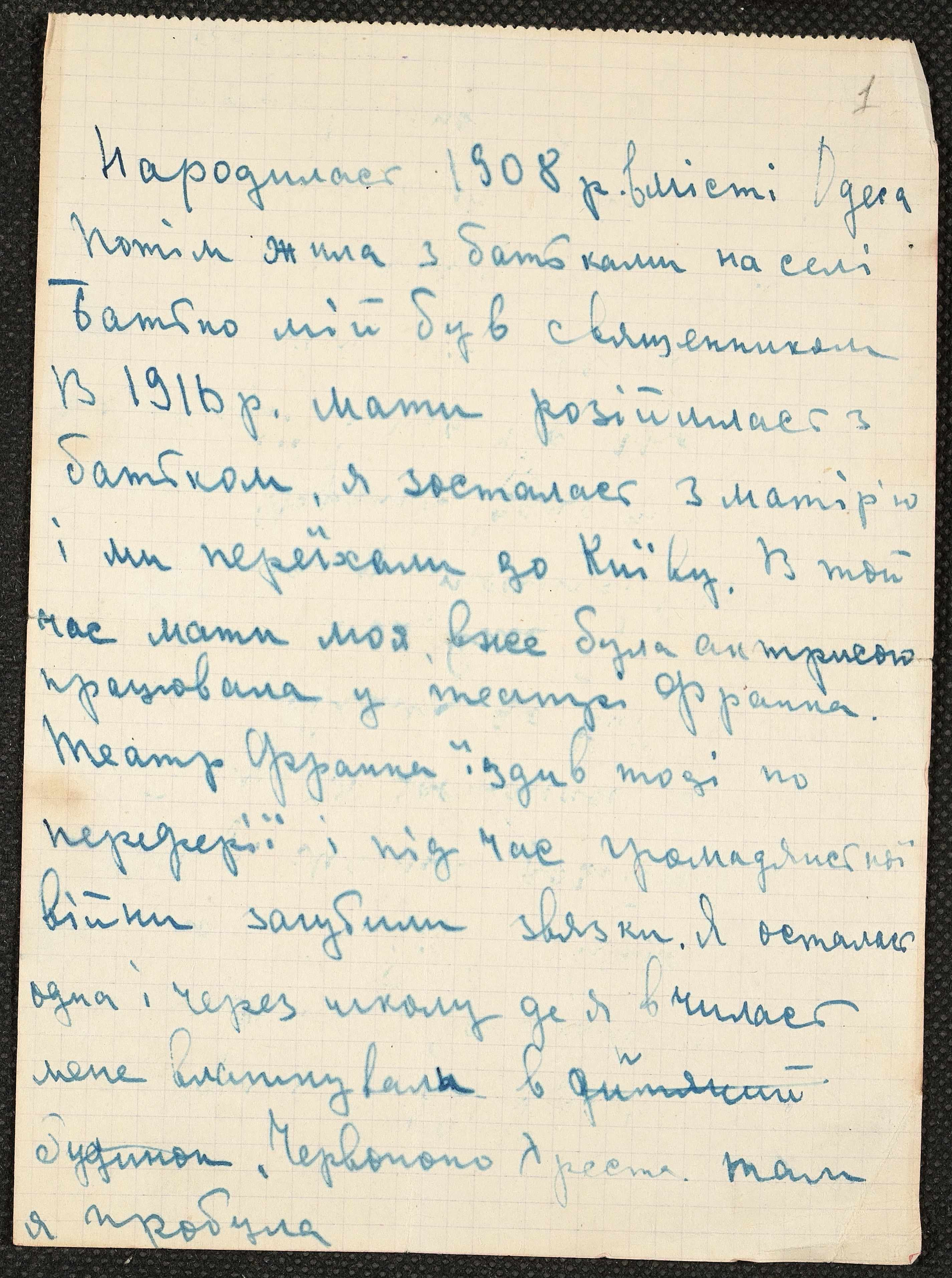
Фрагмент автобіографії Тамари Жевченко-Яновської

Була актрисою Харківського театру революції.
Працювала також в Київському театрі юного глядача, де відрізнялась безконкуренційною «драматичною інженю».
Під час війни з чоловіком і матір'ю була в евакуації в Уфі.
1947—1952 — працювала на радіо. Як письменниця написала зокрема спогади про Юрія Яновського, Олександра Довженка.
Пішла з життя 1958 року в Києві. Похована на Новобайковому цвинтарі поруч з могилою Юрія Яновського. Напис на могилі: «Тамара Жевченко-Яновська, 1908—1958».

## Ролі
- Маклена Ґраса («Маклена Ґраса»)
- Уля («Мина Мазайло»)

## Твори
- Жевченко-Яновська, Т. Спогади про Олександра Довженка / Т. Жевченко-Яновська // Київ. — 1985. — № 3. — С. 125—126.
- Жевченко-Яновська Т. Карби долі // Київ.— 1985.— № 3.
- Яновська Марія. Спогади про сина. Літературний запис Т. Жевченко-Яновської // Київ. — 1985. — No3. — С. 127.
- Щоденник Т. Ю. Жевченко-Яновської (зберігається в Центральному державному архіві-музеї літератури і мистецтва УРСР).